# أيديولوجيات التنوع
أيديولوجية التنوع، (بالإنجليزية: Diversity ideologies)‏ هو مصطلح يشير إلى المعتقدات الفردية بخصوص طبيعة العلاقات بين الجماعات وكيفية تعزيزها ضمن المجتمعات المتنوعة ثقافيًا. تتناول العديد من الأدبيات العلمية المتخصصة في علم النفس الاجتماعي أيديولوجيات التنوع بوصفها استراتيجيات رامية إلى الحد من التحامل، والتي غالبًا ما تكون في إطار العلاقات داخل الجماعات العرقية وبينها.  تناول علماء النفس الاجتماعي في دراساتهم البحثية حول تأثيرات أيديولوجية التنوع مسألة قبول أيديولوجية التنوع بوصفها أمرًا خاضعًا للفروق الفردية، فضلًا عن استخدامهم لتصميمات تهيئية ظرفية بغرض تنشيط عقلية مرتبطة بإيديولوجية تنوع معينة. يتضح دومًا دور أيديولوجيات التنوع في التأثير على كيفية تصور الأفراد وحكمهم ومعاملتهم لأعضاء جماعة ثقافية مختلفة. تتسبب إيديولوجيات التنوع المختلفة بتأثيرات واضحة على العلاقات بين الجماعات، بما في ذلك القولبة النمطية والتحيز والمساواة بين الجماعات والعلاقات بين الجماعات من منظور كل من أعضاء جماعات الأغلبية والأقلية. لا تقتصر آثار أيديولوجية التنوع على المستوى الجماعي وحسب، بل تؤثر أيضًا على المسائل الفردية من قبيل ما إذا كان الأفراد منفتحين على الاندماج الثقافي والأفكار الأجنبية، الأمر الذي قد يتنبأ بدرجة الإبداع لدى الأفراد.
ثمة فئتين رئيسيتين لأيديولوجية التنوع، وكثيرًا ما تُقارنان ويُوازن بينهما: عمى الألوان والتنوعية الثقافية (Multiculturalism). أظهرت كلا الأيديولوجيتين تأثيرات متفاوتة على العلاقات بين الجماعات. تنطوي أيدولوجية عمى الألوان عمومًا على مستوى متدن من القولبة النمطية ومستوى عال من التحامل، ولا سيما التحامل الضمني. وفي المقابل، تنطوي أيديولوجية تنوعية الثقافات على مستوى عال من القولبة النمطية ومستوى متدن من التحامل، بما في ذلك التحامل الضمني والصريح. يسود الاختلاف عملية تقبل جماعات الأغلبية والأقلية لهاتين الأيديولوجيتين، وغالبًا ما تفضيان إلى نتائج متباينة ضمن الجماعات استنادًا إلى موقع الجماعات في التسلسل الهرمي الاجتماعي. انبثقت أيديولوجية ناشئة أخرى إلى جانب تلك الأيديولوجيتين الأكثر شيوعًا في الأبحاث، وأُطلق عليها اسم التعددية الثقافية (Polyculturalism). تشير الأبحاث إلى الأثر الإيجابي لتعددية الثقافات على السلوكيات بين الجماعات، لكنه يتعين التبحر أكثر في آثارها على مستوى شامل بسبب حداثة هذه الأيديولوجية.

## عمى الألوان
ينطوي النهج الأيديولوجي لعمى الألوان على «انبثاق التحامل من تركيز الأشخاص على الفئات السطحية والعرضية (مثل العرق)، لذا يمكن الحد من هذا التحامل من خلال إلقاء عضوية الجماعة جانبًا» (ص. 216). وبناءً على ذلك، تسعى أيديولوجية عمى الألوان إلى تناول مسألة التحيز والحد من التحامل من خلال إهمال جميع الاختلافات بين الفئات الاجتماعية وتلافي التمييز بين الأشخاص على أساس التصنيفات الجماعية. اكتسبت هذه الأيديولوجية مكانةً بارزةً خلال فترة حركة الحقوق المدنية في ستينيات القرن العشرين. طُرحت هذه الأيديولوجية بوصفها استراتيجيةً للقضاء على العنصرية الصارخة التي مارسها البيض ضد السود في أمريكا. هدفت أيديولوجية عمى الألوان إلى معاملة جميع الأعراق على أنها متطابقة من خلال الاعتراف الصريح بعدم أهمية العرق، وبذلك يصبح استخدام العرق كأساس للتميز أمرًا غير ممكنًا.
تستند أيديولوجية عمى الألوان إلى الأبحاث الكلاسيكية ضمن مجال علم النفس الاجتماعي، ولا سيما تلك التي استهدفت مسألة التصنيفات الجماعية. تفترض نظرية الهوية الاجتماعية امتلاك الأفراد ميلًا طبيعيًا للتماهي مع الجماعات، وذلك بناءً على الهوية الاجتماعية المشتركة. يظهر الأفراد تفضيلًا للجماعة التي ينتمون إليها بسبب الدافع المتمثل في الحفاظ على التميز الاجتماعي، إذ يمنحون معاملة تفضيلية على مستوى التقييمات والسلوكيات لأعضاء جماعتهم مقارنةً بأعضاء الجماعات الأخرى. وبذلك، يرتبط التصنيف والانتماء الجماعي بالمصدر الأساسي للصراع بين الجماعات، ما يؤدي إلى مجموعة من الأعمال التي تدرس دور التغييرات في حدود الجماعة –كإعادة التصنيف أو التقليل من عضوية الجماعة إلى الحد الأدنى مثلًا- في الحد من التحيز بين الجماعات وتعزيز الانسجام فيما بينها. تعكس هذه الأدبيات القيمة الأساسية لإيديولوجية عمى الألوان، والتي تتمثل في الحد من التركيز على عضوية الجماعة بغية تحسين السلوكيات بين الجماعات. 

### الأشكال
خلصت الأبحاث إلى وجود شكلين لأيديولوجية عمى الألوان، إذا يتمحور هذين الشكلين حول أوجه التشابه الجماعية والتفرد الفردي على التوالي. يشدد نهج التشابه على وجود هوية مشتركة بين أعضاء الجماعات المختلفة، «ننتمي جميعًا إلى الأمة (س)» مثلًا. يساهم هذا التأكيد على الهوية السامية التي ينتمي إليها كل فرد عبر الجماعات المختلفة في التقليل من شأن أي اختلافات بين هذه الجماعات. وفي المقابل، يركز نهج التفرد على الفروق الفردية، إذ يُنظر إلى كل فرد على أنه فريد ومساهم في إضافة قيم مميزة. ينطوي التأكيد على الهوية الفردية باعتبارها الهوية الأكثر قيمةً على التوقف عن إجراء أي مقارنات هادفة بناءً على التصنيفات الجماعية. ومن ناحية أخرى، تشير الأبحاث إلى احتمالية انعدام فعالية نهج التفرد، وذلك بسبب الإرهاق المعرفي الكبير المصاحب للتركيز على الصفات الفريدة لكل فرد في اللقاءات اليومية، الأمر الذي يمكنه أن يعيق التفاعلات الاجتماعية بين الأشخاص. وفي المقابل، قد لا يجدي التأكيد على القيم الفريدة لأعضاء الجماعات الأخرى نفعًا، إذ يميل الأشخاص إلى إهمال المعلومات غير المتوافقة مع القوالب النمطية، لذا يتحولون إلى تصنيف أعضاء الجماعات الأخرى ضمن فئات فرعية، الأمر الذي يبقي على الصور النمطية المتصورة عن هذه الجماعات دون تغيير. علاوةً على ذلك، يفترض منتقدو أيديولوجية عمى الألوان تجاهلها الكبير لحاجة الناس إلى الانتماء والتماهي، ولا سيما في حال أعضاء الجماعة المهمشين الذين يمتلكون حاجة أكبر للتماهي مع جماعاتهم. 

### التعارض مع الاستيعاب الثقافي
يشير مصطلح الاستيعاب الثقافي إلى الاعتقاد المتمثل بوجوب تخلي الأقليات عن هوياتهم الجماعية وتبني الثقافة السائدة المهيمنة بغية تعزيز الانسجام بين الجماعات. تتمثل الفكرة الأساسية لهذا المفهوم في انحسار التحامل ضمن مجتمع متجانس ثقافيًا. قد تعكس هذه الأيديولوجية في حد ذاتها شيئًا من العنصرية، وذلك لأنها تفترض تفوق الأغلبية وتحط من قيمة الهويات والثقافات المرتبطة بالأقليات. 
غالبًا ما يقترن الاستيعاب الثقافي بأيديولوجية عمى الألوان باعتبارها متخصصة في العلاقات بين الجماعات. يشدد بعض الباحثين على اعتبار أيديولوجية عمى الألوان نهجًا عنصريًا مماثلًا للاستيعاب الثقافي، ويعود السبب في ذلك إلى تطلب كلا النهجين تخلي الأقليات عن هويتهم الجماعية والحد من التقاليد والثقافات المهمة بالنسبة لهم. ومن ناحية أخرى، يفترض بعض الباحثين تعزيز الاستيعاب الثقافي لنموذج ثقافي موحد بناءً على المعيار السائد وتطلبه للمطابقة والخضوع، بينما يصفون أيديولوجية عمى الألوان بأنها أيديولوجية قائمة على التنوع وهادفة إلى تعزيز وحدة شاملة مناسبة للجميع ومرتكزة على المعاملة المتساوية لكل من الأغلبية والأقلية.
تشير الأبحاث إلى ارتباط الاستيعاب الثقافي –بوصفه أيديولوجية متخصصة في العلاقات بين الجماعات- بالتوجه الذي تفرضه الجهة المهيمنة اجتماعيًا، فضلًا عن ارتباطه بتعزيز التسلسل الهرمي الاجتماعي ومناهضة المساواتية. ينطوي الاستيعاب الثقافي على أكثر العواقب سلبيةً على صعيد العلاقات بين الجماعات، مثل تعزيز الصور النمطية والمواقف السلبية بين الجماعات وتناقص دعم السياسات العامة الليبرالية التي تدعو إلى المساواة الاجتماعية. 